# Kelagere, Channapatna
Kelagere là một làng thuộc tehsil Channapatna, huyện Ramanagara, bang Karnataka, Ấn Độ.